# Irène Joliot-Curie
Pour les articles homonymes, voir Joliot-Curie et Famille Curie.
Irène Joliot-Curie , née le 12 septembre 1897 à Paris et morte le 17 mars 1956 à Paris 5e, est une chimiste, physicienne et femme politique française. Elle est la fille de Pierre et Marie Curie et a obtenu le prix Nobel de chimie en 1935 pour la découverte de la radioactivité induite et de la radioactivité artificielle, conjointement avec son époux, Frédéric Joliot-Curie. Elle a aussi été une des trois premières femmes membre d'un gouvernement français, en devenant sous-secrétaire d'État à la Recherche scientifique, sous le Front populaire en 1936.
En 1945, elle est l'un des six commissaires du nouveau Commissariat à l'énergie atomique (CEA) créé par de Gaulle et le Gouvernement provisoire de la République française. Elle meurt à Paris le 17 mars 1956 d'une leucémie aiguë liée à son exposition au polonium et aux rayons X, la même maladie qui avait emporté sa mère.

## Biographie

### Famille, formation et vie privée

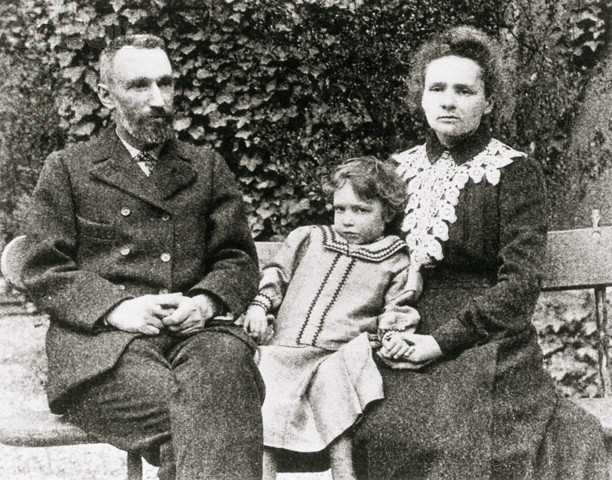
Pierre, Irène et Marie Curie vers 1902.

Irène Curie naît dans le 13e arrondissement de Paris le 12 septembre 1897. Elle est la fille de Pierre et Marie Curie. Le 6 décembre 1904 naît une seconde fille : Denise-Ève. Le 19 avril 1906, Pierre Curie meurt d'un accident de la circulation. Marie Curie, réticente aux méthodes appliquées dans l'enseignement public, organise pour ses filles et les enfants de ses amis universitaires une coopérative d'enseignement. Irène et les enfants de Jean Perrin, d'Édouard Chavannes, de Paul Langevin, etc., reçoivent donc un enseignement original, donné par ces universitaires, alliant une éducation de l'esprit pragmatique (des expériences, des visites, des spectacles, etc.) à une éducation du corps (gymnastique). Elle aime faire de courts voyages à vélo, qu'elle relate dans ses correspondances avec sa mère. La jeune Irène complète ensuite son cursus par quelques cours pris au collège Sévigné et se révèle très bonne élève en sciences et en mathématiques ; elle obtient son baccalauréat en juillet 1914.
À 17 ans, la guerre venue, Irène souhaite se rendre utile. Marie Curie accepte alors que sa fille l'accompagne sur le front, pour pratiquer des radiographies des blessés de guerre à l'aide de voitures équipées à cet effet, surnommées a posteriori dans l'ouvrage d'Ève Curie sur sa mère, les « petites Curie ». Parallèlement, elle passe un diplôme d'infirmière en mars 1915. Malgré les appréhensions initiales des médecins militaires qu'elle forme, Irène les informe de l'emplacement précis des projectiles (balles, éclats d'obus) et sauve ainsi de nombreux blessés.
À partir de 1917, elle reprend ses études supérieures de mathématiques, de physique et de chimie, tout en étant chargée de former les infirmières à la radiologie au laboratoire Curie de l'Institut du radium pour l'hôpital Edith Cavell créé par Nicole Girard-Mangin et Antoine Béclère.
Dès 1918, tout en achevant ses licences de physique et de mathématiques, elle entre comme préparatrice de sa mère au laboratoire Curie de l'Institut du radium. En 1920, munie de ses licences de physique et de mathématiques, Irène devient assistante de sa mère. Elle commence alors une thèse de doctorat sur les rayons alpha du polonium qu'elle soutient en 1925. En 1926, elle épouse Frédéric Joliot entré à l'Institut du radium à la fin de 1924. Ils ont deux enfants : Hélène née en 1927 et Pierre né en 1932.

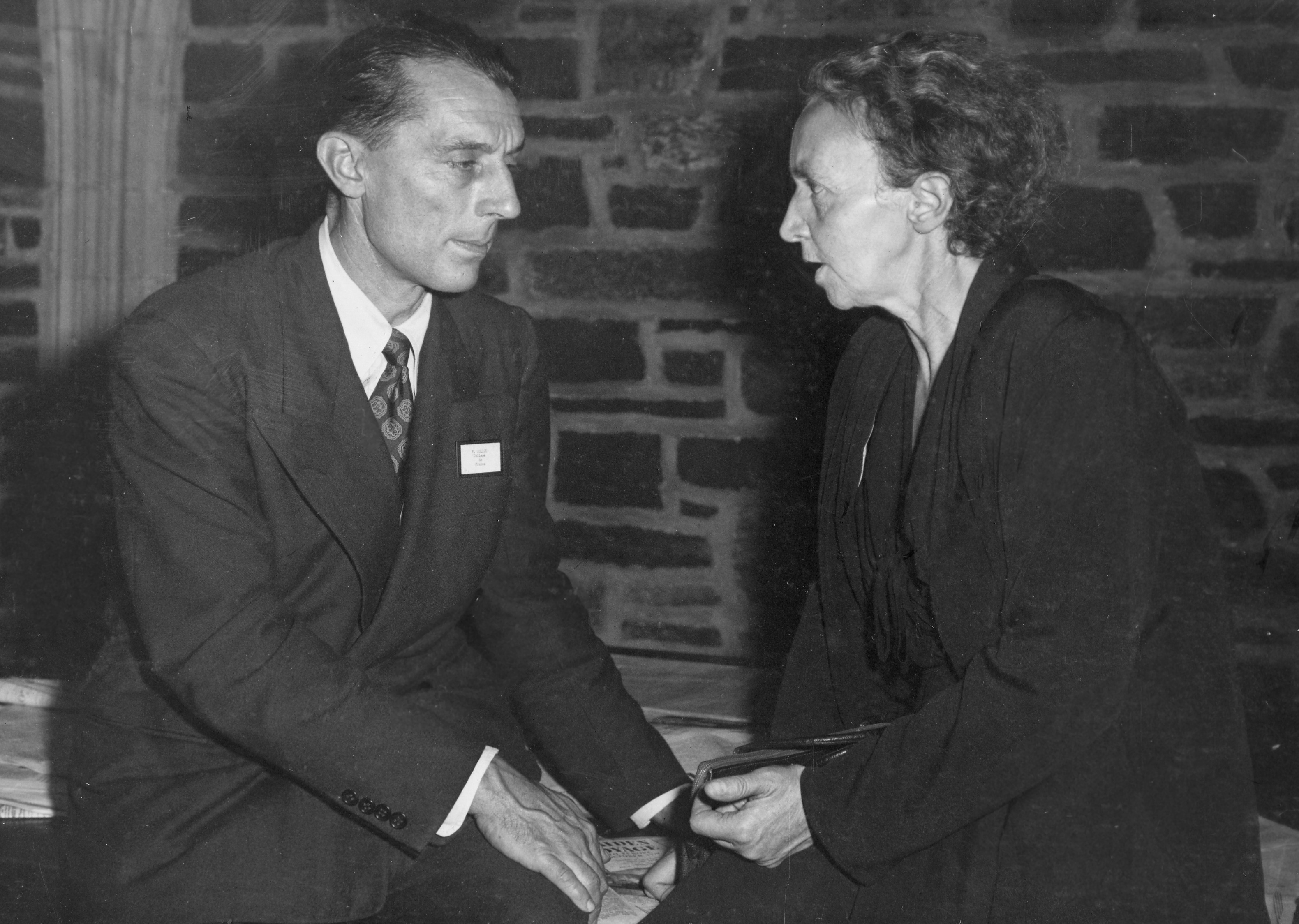
Frédéric et Irène Joliot-Curie dans les années 1940.

Irène Curie continue après son mariage à pratiquer la randonnée en montagne l'été. Très sportifs l'un et l'autre, Frédéric et Irène s'adonnent à de nombreuses activités. À Paris, par exemple, en 1937, Frédéric Joliot va pratiquer le judo au Jiu-Jitsu Club de France, dont Jigorō Kanō est le président d'honneur ; il en est le secrétaire général. Ils pratiquent aussi des activités sportives pendant leurs vacances et ce jusqu'à leur décès : tennis, natation, voile, randonnée, ski (en fréquentant les pistes de Savoie et de Haute-Savoie alors toutes nouvelles).
Ils passent leurs étés en Bretagne à l'Arcouest, face à l'île de Bréhat et près de Paimpol. Irène y vient depuis 1912 avec sa sœur Ève Curie et sa mère Marie. Les Curie y rencontrent nombre de leurs amis universitaires parisiens (les Perrin, les Auger, les Borel, les Chavannes, les Stodel, les Gricouroff, les Lapicque et l'historien Charles Seignobos, le « Capitaine »). Cette réunion d'universitaires dans ce lieu lui confère a posteriori le surnom de Fort la Science ou Sorbonne-Plage. À l'occasion des fêtes du village, Irène collecte les chants traditionnels. Elle a également beaucoup filmé ces temps de loisirs.
Atteinte de tuberculose, Irène Joliot-Curie doit régulièrement séjourner en sanatorium dès les années 1930.
Au début de l'Occupation, de juin à septembre 1940, Irène Joliot-Curie séjourne à la cité-sanitaire de Clairvivre, comme « malade hors effectif ». Bien qu'elle soit atteinte de tuberculose, ce séjour en Dordogne n'est pas dû à sa maladie, mais au repli en zone libre des scientifiques français. Elle n'entreprend pas de recherche dans la cité sanitaire. Sa priorité est de cacher aux Allemands ses travaux sur la fusion nucléaire et son matériel.
Irène Joliot-Curie obtient l'autorisation de partir se soigner plusieurs mois en Suisse. De retour à Paris, sa santé l'oblige à une activité très réduite. Devant le risque de représailles sur sa famille, Frédéric Joliot décide de mettre sa famille à l'abri. Irène Joliot-Curie passe clandestinement en Suisse avec ses enfants le 6 juin 1944.
Irène Joliot-Curie était très liée à son cousin Maurice Curie. Tout au long de sa vie, Irène Joliot-Curie est restée en contact avec la branche polonaise de sa famille (sa mère Marie Skłodowska est devenue française par mariage avec Pierre Curie en 1895), ses tantes et cousines en particulier. Elle se rend à plusieurs reprises en Pologne et leur apporte son aide dans les moments difficiles d'après la Seconde Guerre mondiale. Elle demande à une sculptrice de Varsovie, Maria Kwietniewska, la réalisation d'un buste de Pierre et Marie Curie, qui est offert par la Pologne à l'Institut du radium à Paris en 1950, buste présent dans le jardin du Laboratoire Curie – au pied duquel le président François Hollande est venu s'incliner lors de son entrée en fonctions.
Irène Joliot-Curie meurt le 17 mars 1956 d'une leucémie aiguë liée à son exposition au polonium et aux rayons X, la même maladie qui avait emporté sa mère Marie Curie, en juillet 1934. Des funérailles nationales sont organisées le 21 mars 1956.

### Travaux et carrière scientifique

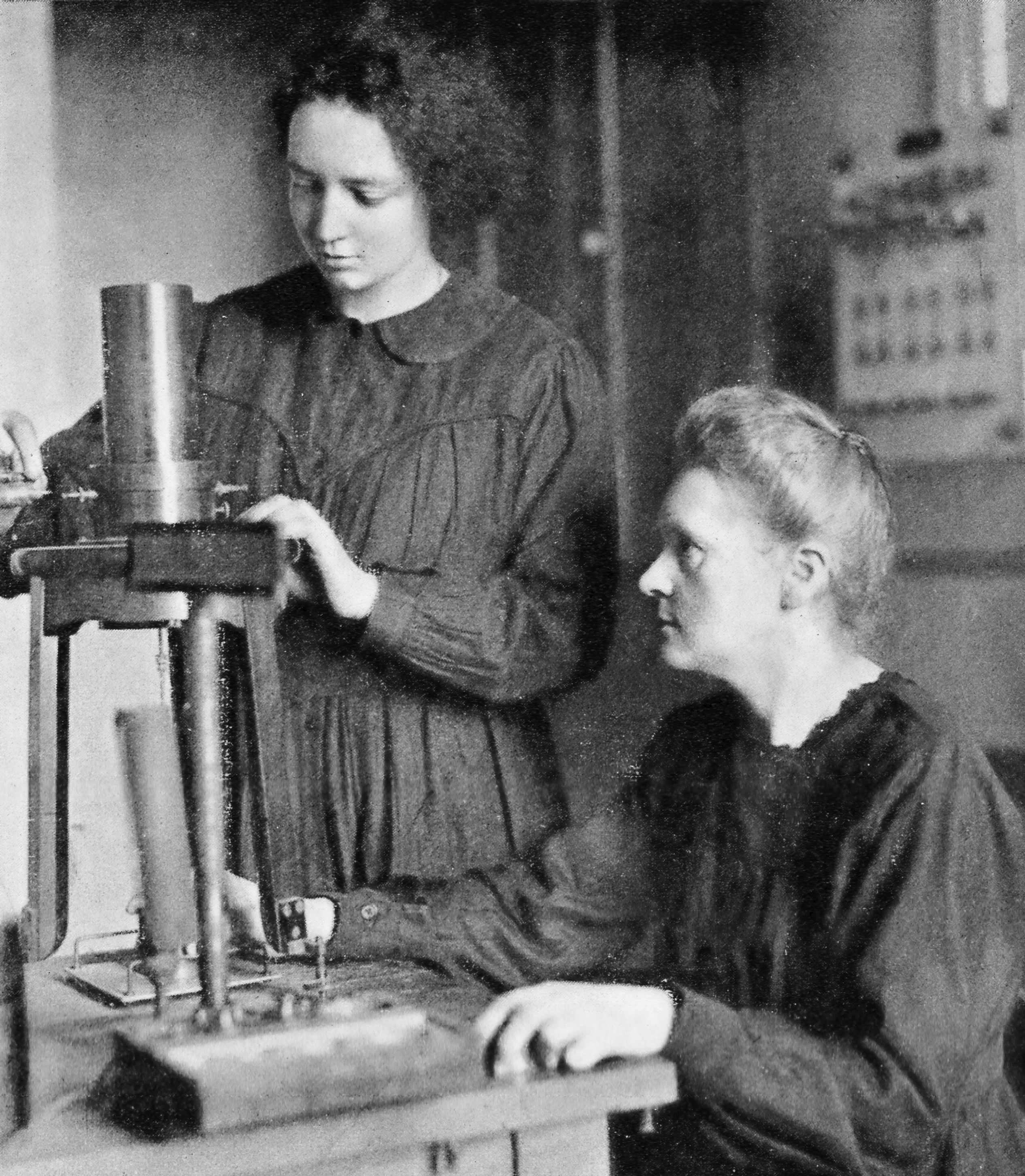
Irène et sa mère Marie en 1925.

En 1932, Irène Joliot-Curie est nommée chef de travaux du laboratoire Curie. Au décès de sa mère en juillet 1934, elle poursuit ses recherches à l'Institut du radium et seconde son nouveau directeur André Debierne. Elle est remplacée comme chef de travaux par Raymond Grégoire. Elle devient également membre de la Commission internationale de l'Étalon du Radium.
Irène et Frédéric Joliot-Curie travaillent tous deux au laboratoire Curie depuis 1925 (date d'arrivée de Frédéric Joliot) puis à partir de 1929, ensemble sur la radioactivité naturelle. Leur découverte en janvier 1932 du phénomène de projection de protons par un rayonnement de nature alors inconnue est une étape majeure vers la découverte du neutron par James Chadwick en février 1932. Après la découverte de l'électron positif par Carl David Anderson à l'été 1932, Irène et Frédéric Joliot-Curie publient leurs recherches sur un nouveau processus d'absorption des rayons gamma par création de paires d'électrons. Leurs résultats sur l'existence de possibles « électrons positifs de transmutation » sont contestés au conseil de physique Solvay d'octobre 1933. Reprenant leurs expériences, ils découvrent que ces électrons sont produits par un nouveau type de radioactivité, par émission d'électrons positifs. Ils donnent quinze jours plus tard une preuve chimique de l'existence du premier radioélément artificiel, le phosphore 30, ainsi que d'un second, l'azote 13. Marie Curie assiste à la découverte avant sa mort en juillet 1934. Cette découverte de la radioactivité dite artificielle leur vaut l'attribution du prix Nobel de chimie 1935 « en reconnaissance de leur synthèse de nouveaux éléments radioactifs ». Dès lors le patronyme Joliot-Curie s'impose.

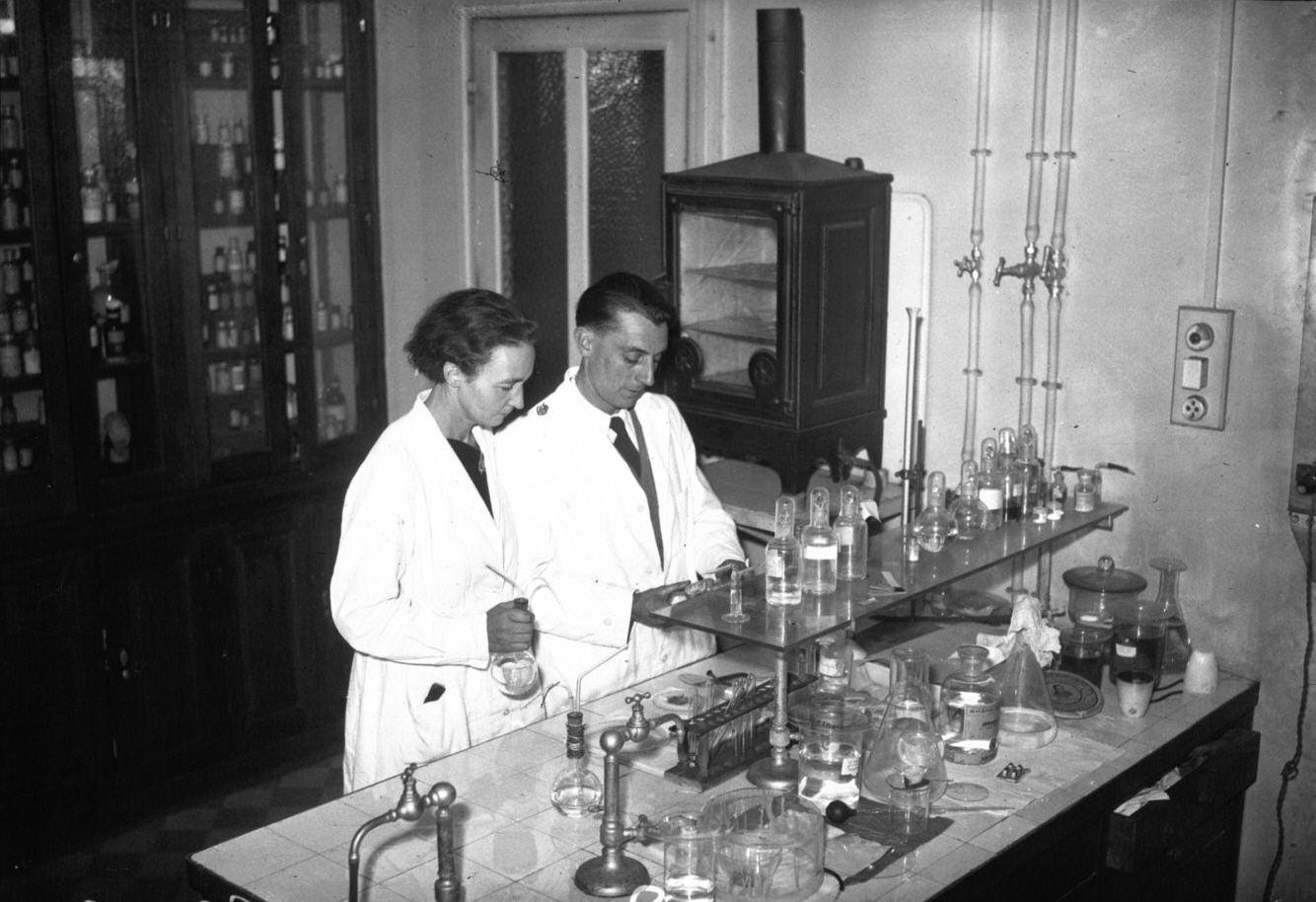
Irène et Frédéric Joliot-Curie dans leur laboratoire en 1935.

Les deux scientifiques poursuivent ensuite leurs travaux pour identifier les radioéléments ou isotopes susceptibles d'être utiles à la médecine, à la géologie ou à la chimie. Irène Joliot-Curie entreprend à l'Institut du radium des recherches sur les isotopes du phosphore et radioactifs créés par bombardement de neutrons dans les éléments lourds, thorium et uranium. Les résultats qu'elle obtient avec son collaborateur Pavel Savitch en octobre 1938 sur un radioélément artificiel de propriétés chimiques extraordinairement difficiles à distinguer de celle du lanthane les mène très près de la découverte de la fission du noyau d'uranium. En lien avec Lise Meitner, les Allemands Hahn et Strassmann reprenant leurs propres expériences, annoncent la découverte du phénomène de fission du noyau de l'atome en janvier 1939.
En 1945, Irène Joliot-Curie est nommée commissaire au tout nouveau Commissariat à l'énergie atomique (CEA). Elle exerce cette mission jusqu'en décembre 1950, après avoir contribué à faire « diverger » (fonctionner) la première pile atomique française, ZOE (Zéro énergie, Oxyde d'uranium, Eau lourde) le 12 décembre 1948. Dans le cadre de la lutte contre l'espionnage soviétique, son mari est révoqué en avril 1950 parce qu'il est membre du PCF et le mandat d'Irène n'est pas renouvelé par le gouvernement en décembre 1950 parce qu'elle partage les idéaux de son époux sans être membre du Parti communiste.
Après la Seconde Guerre mondiale, Irène Joliot-Curie reprend ses travaux de recherche. Elle s'intéresse à la technique nouvelle des émulsions nucléaires et l'utilise pour la recherche d'une possible radioactivité naturelle et publie un article sur le dosage du carbone dans les aciers.
En 1937, en remplacement de son mari nommé professeur au Collège de France, Irène Joliot-Curie est promue maître de conférence, puis professeure à la chaire de physique générale et radioactivité le 1er octobre 1946 à la faculté des sciences de Paris.
En septembre 1946, Irène Joliot-Curie succède à André Debierne comme directrice du laboratoire Curie de l'Institut du radium et donc à la chaire de physique générale et radioactivité précédemment occupée par sa mère. Elle exerce pendant dix ans cette direction et prépare près d'Orsay l'installation d'un nouvel Institut avec des laboratoires plus vastes pour être équipés d'accélérateurs de particules. Dans le même temps, dès la création du Commissariat à l'énergie atomique en 1946, et ce jusqu'en 1951, elle occupe un poste de commissaire à l'Énergie atomique.
En 1954, il est devenu indispensable pour la recherche de disposer d'accélérateurs pour la physique nucléaire et la physique des hautes énergies (appelée plus tard physique des particules). La perspective de la participation française au CERN à Genève fait craindre dans le même temps que le débat parlementaire devant avoir lieu sur les moyens accordés aux financements de ces instruments, se conclut sans décision pour les laboratoires français. Irène Joliot-Curie publie le 11 juin 1954 dans Le Monde une tribune libre exigeant que le gouvernement s'engage. Les crédits obtenus, elle découvre à Orsay un grand terrain alors sous séquestre (car ayant appartenu à la famille Bunau-Varilla du journal collaborateur Le Matin) sur lequel se développera le futur Centre de recherches d'Orsay de l'Institut Curie et le futur Institut de physique nucléaire d'Orsay (IPNO). En effet, parmi les toutes premières constructions, le bâtiment qui est prévu pour l'installation du synchrocyclotron demandé pour l'Institut du radium par Irène Joliot-Curie deviendra le futur Institut de physique nucléaire d'Orsay (IPNO). Les travaux ont tout juste commencé lorsqu'Irène Curie meurt.

### Responsabilités et engagements politiques
En 1934, après les émeutes de ligues d'extrême droite le 6 février, Irène Joliot-Curie, bientôt fragilisée par la maladie, décide de s'engager activement en politique. Après un passage par la SFIO, elle participe au Comité de vigilance contre le fascisme, fondé notamment par le physicien communiste Paul Langevin dont elle est une amie proche : « Nous venons déclarer à tous les travailleurs, nos camarades, notre résolution de lutter avec eux pour sauver contre une dictature fasciste ce que le peuple a conquis de droits et de libertés publiques », affirme le Manifeste. Elle se rapproche par la suite du Parti communiste français (PCF) et intervient au Congrès du Comité mondial des femmes contre la guerre et le fascisme.
En 1936, Irène Joliot-Curie est nommée par Léon Blum membre du gouvernement du Front populaire en tant que sous-secrétaire d'État à la Recherche scientifique : avec la socialiste Suzanne Lacore et la radicale Cécile Brunschvicg, elles sont les trois premières femmes à siéger dans un gouvernement français, à une date où les Françaises n'ont toujours pas le droit de vote (elles l'obtiendront en 1944). Craignant de faire du tort à la cause féminine par la priorité qu'elle donne à la recherche, elle refuse dans un premier temps et propose à sa place Jean Perrin ou Paul Langevin. Elle se laisse finalement convaincre et accepte le poste, pour une durée limitée prédéfinie, uniquement pour soutenir la cause féminine et celle de la recherche scientifique. Comme convenu, Irène démissionne au bout de trois mois, laissant le poste à son mentor, le prix Nobel de physique 1926, Jean Perrin.
Elle a cependant le temps de définir quelques orientations majeures d'une politique publique de recherche : augmentation des salaires et des bourses de chercheurs, alignement du statut des normaliennes de Sèvres sur celui des normaliens d'Ulm, accroissement du budget de la recherche. La création du CNRS à laquelle Jean Perrin attache son nom est déjà initiée.
Brièvement membre de la SFIO, elle s'en éloigne parce qu'en désaccord avec la non-intervention du gouvernement Blum pour défendre la république espagnole.
Elle subit la misogynie ambiante de l'époque : prix Nobel en 1935, sous-secrétaire d'État en 1936, son ministre de tutelle Jean Zay lui interdit malgré tout de prendre la parole à l'Assemblée nationale.
Militante antifasciste, elle tente de convaincre Léon Blum de s'engager aux côtés de la République espagnole menacée par les franquistes puis soutient les réfugiés espagnols. Elle s'oppose aussi aux accords de Munich. Dans l'édition du 30 novembre 1944 de Femmes françaises, Irène Joliot-Curie écrit pour défendre le droit de vote des femmes en France. En 1945, elle assiste avec sa sœur Ève Curie au procès de María Teresa Toral, pour soutenir la chimiste républicaine espagnole, au cours duquel les franquistes demanderont la peine de mort. Invitée en mars 1948 par le comité new-yorkais d'aide aux réfugiés espagnols antifascistes, elle est, dans un premier temps, arrêtée et incarcérée à Ellis Island comme personne indésirable.
Militante pacifiste, elle s'élève contre les usages militaires de l'énergie nucléaire (bombes atomiques) et elle obtient le prix international de la paix du Conseil mondial de la paix en 1950. Elle signe l'appel de Stockholm en 1950 contre l'utilisation militaire de l'énergie atomique puis le manifeste pour la paix de Russell-Einstein en 1955. Militante féministe, elle est membre de l'Union des femmes françaises. Refusée à l'Académie des sciences en 1951, elle décide de se représenter à chaque occasion afin de dénoncer l'exclusion des femmes de cette institution. Ce n'est qu'en 1962 qu'une femme, Marguerite Perey, élève de Marie Curie et collaboratrice d'Irène Joliot-Curie, entre pour la première fois, comme membre correspondante, à l'Académie des sciences.

## Publications
- Recherches sur les rayons X du polonium. Oscillation de parcours, vitesse d'émission, pouvoir ionisant, thèse de doctorat en sciences physiques.
- La projection de noyaux atomiques par un rayonnement très pénétrant, 1932.
- L'électron positif, 1934.
- Radioactivité artificielle, 1935.
- Physique nucléaire, radioactivité naturelle, transmutations, radioactivité artificielle, neutrons, 1938.
- Les Progrès récents en radioactivité et en physique nucléaire, 1949.
- Autoradiographie par neutrons, dosage séparé de l'uranium et du thorium dans les minéraux, 1955.
- Œuvres scientifiques complètes de Frédéric et Irène Joliot-Curie, 1961.

## Distinctions et hommages
Outre le prix Nobel de chimie en 1935, Irène Joliot-Curie a reçu seule ou avec son mari Frédéric Joliot-Curie de nombreux prix et distinctions français ou étrangers dont les quelques exemples suivants :
- en 1932, avec Frédéric Joliot-Curie, elle reçoit la médaille d'or Matteucci de la Société italienne des sciences ;
- le 26 novembre 1935, elle devient chevalier de la Légion d'honneur ;
- en 1937, elle reçoit le titre de docteur honoris causa du College Oberlin de l'Ohio aux États-Unis ;
- en 1939, elle est promue officier de la Légion d'honneur ;
- en 1950, elle reçoit en même temps que son mari le titre de docteur honoris causa de l'université Marie Curie-Skłodowska[36] ;
- en 1951, elle reçoit en même temps que son mari le titre de docteur honoris causa de l'université Jagellonne de Cracovie[37].

En 1966, la commission de toponymie des îles Kerguelen nomme un sommet de la péninsule Rallier du Baty culminant à 1 005 m, pic Joliot-Curie, en hommage au couple Irène et Frédéric Joliot-Curie. Un cratère vénusien, Joliot-Curie, est également nommé en son honneur.
Il existe de nombreux établissements scolaires « Joliot-Curie », associant les noms de Frédéric et Irène : des lycées à Nanterre, Rennes, Romilly-sur-Seine, Sète, Hirson, Aubagne ainsi que des collèges à Wittenheim, Pantin, Fontenay-sous-Bois, Bagneux, Le Havre, Lallaing, Châtillon-sur-Indre, Reims, Vivonne, Carqueyranne, etc. En 2015, Irène et Frédéric Joliot-Curie sont ainsi les dix-neuvième et vingtième personnages les plus célébrés au fronton des 67 000 établissements publics français : pas moins de 254 et 241 écoles, collèges et lycées portent leur nom, derrière Joseph (880), Jules Ferry (642), Notre-Dame (546), Jacques Prévert (472), Jean Moulin (434). Une école primaire porte le nom d'Irène seule à Saint-Cyr-l'École, ainsi que le collège d'Aigues-Mortes et le collège Irène-Joliot-Curie à Tucquegnieux.
Il existe également une allée Irène-Joliot-Curie à Saint-Priest et à Riorges et une rue Joliot-Curie à Gif-sur-Yvette et Orsay. L'Institut universitaire de cancérologie de Toulouse est situé au 1 avenue Irène-Joliot-Curie.
Son nom est gravé sur le Mémorial de radiologie (de), qui commémore les pionniers et martyrs de la radioactivité (physiciens, chimistes, médecins, infirmiers, laborantins etc), victimes parmi les premiers utilisateurs des rayons X dans le monde entier. Le mémorial qui comportait à l'origine 159 noms a été érigé dans le jardin de l'ancien hôpital Saint-Georges (de) à Hambourg (Allemagne) et a été inauguré le 4 avril 1936.

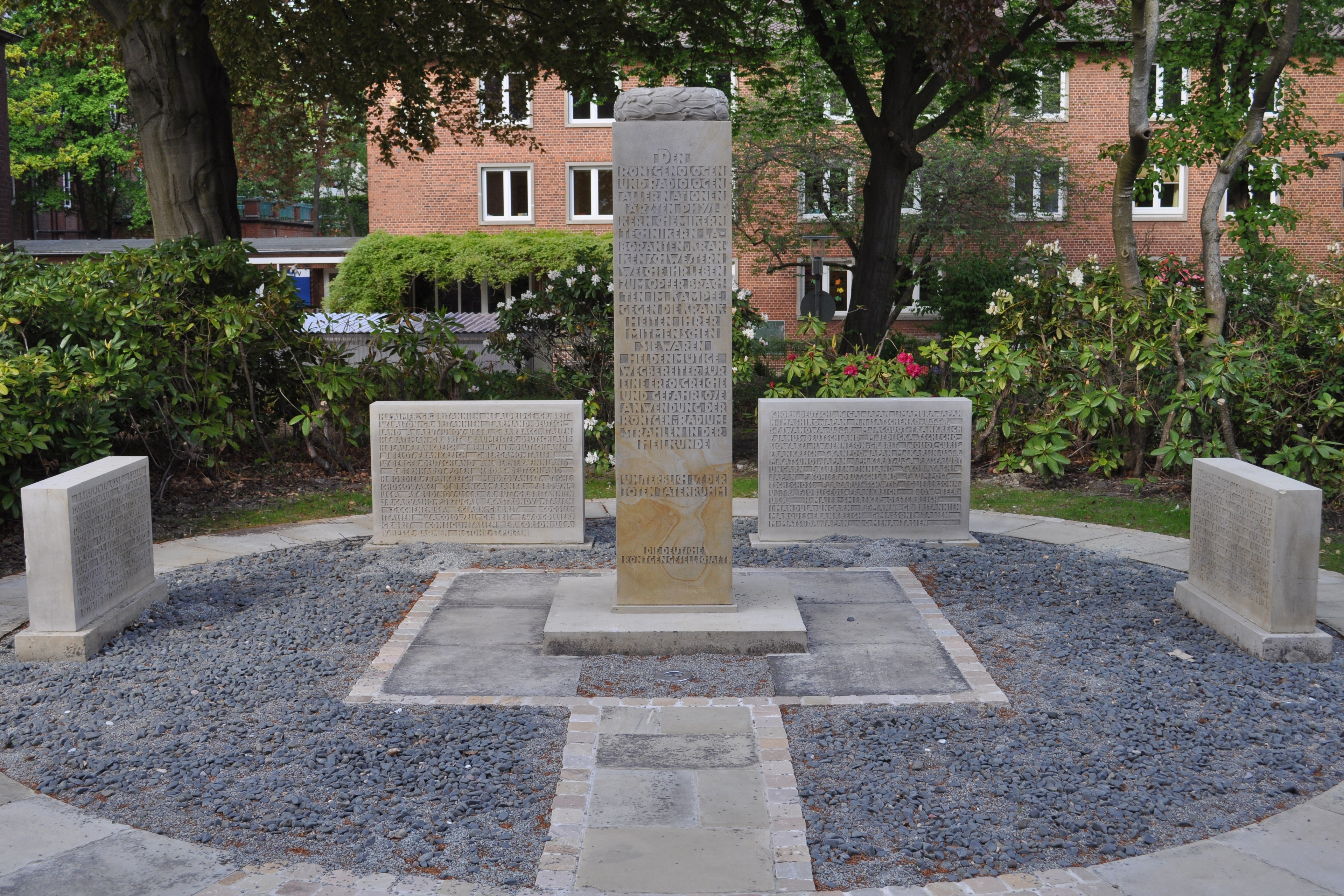
Mémorial de radiologie, Clinique Asklepios Saint-Georges à Hambourg, (Allemagne).

## Prix Irène Joliot-Curie
Créé en 2001 par le ministère de l'Enseignement supérieur et de la Recherche, ce prix récompense des femmes scientifiques pour leur travail dans trois catégories : jeune scientifique, scientifique confirmée et femme en entreprise. Depuis 2004, la fondation d'entreprise EADS est associée au ministère ; depuis 2011 l'Académie des sciences et l'Académie des technologies sont chargées de la constitution du jury.

## Dans les œuvres de fiction
Elle apparaît dans la série de bandes dessinées La Brigade chimérique (2009-2010), dans laquelle elle cherche à remettre sur pied l'Institut du radium avec son mari Frédéric Joliot. Elle est aussi apparue dans la bande dessinée Les Découvreuses.

## Galerie

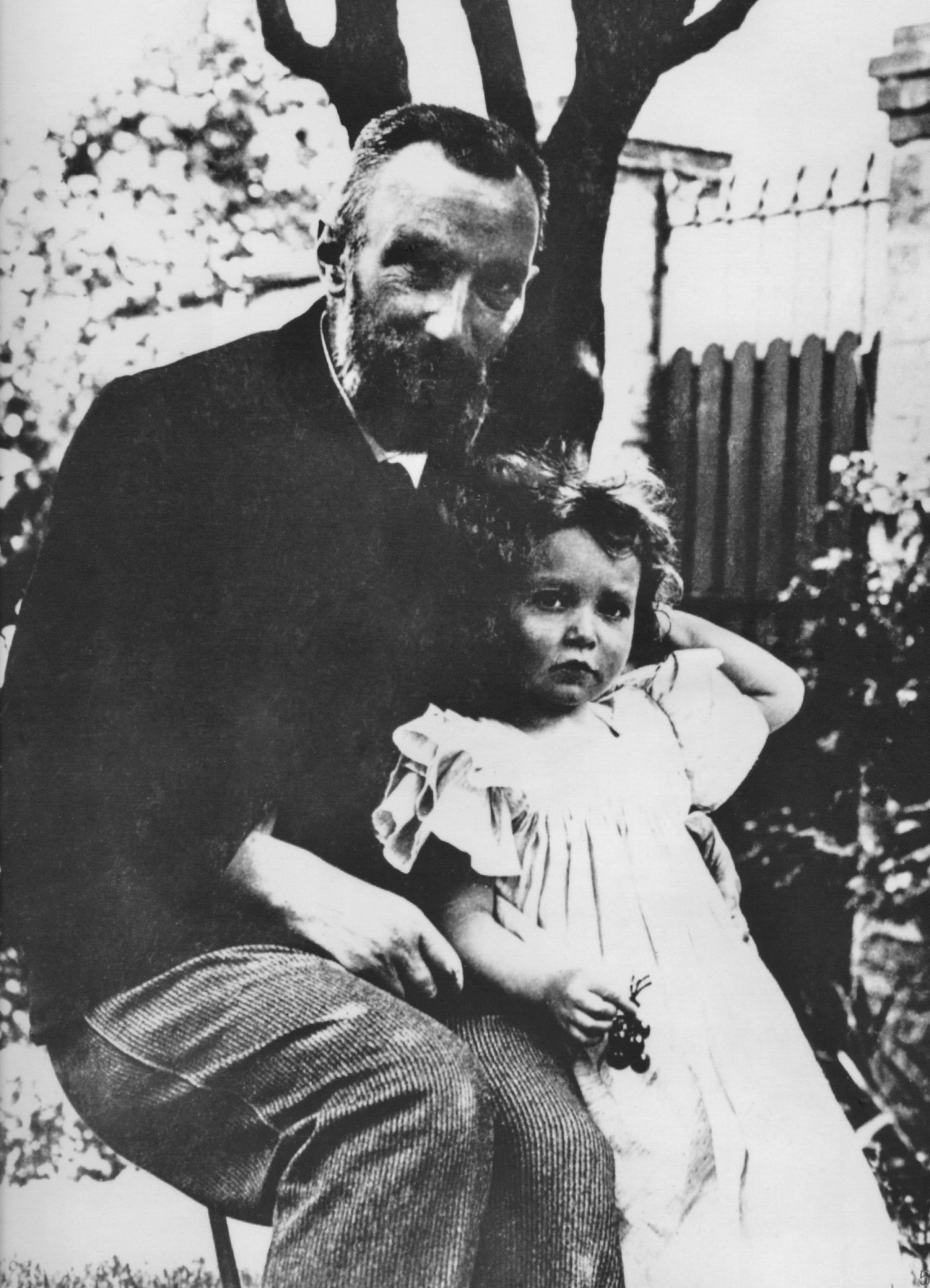
Irène et son père Pierre, vers 1902.
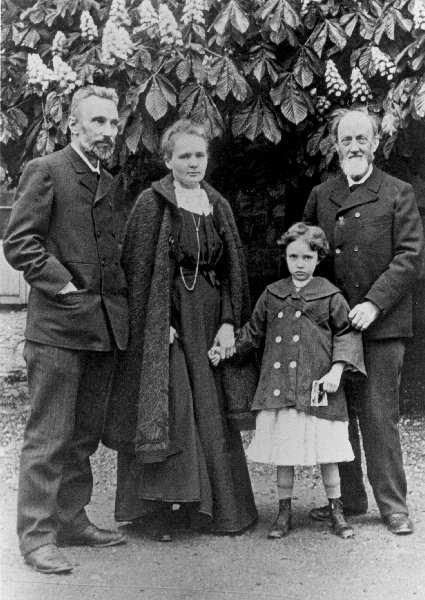
La famille Curie au BIPM, en 1904.
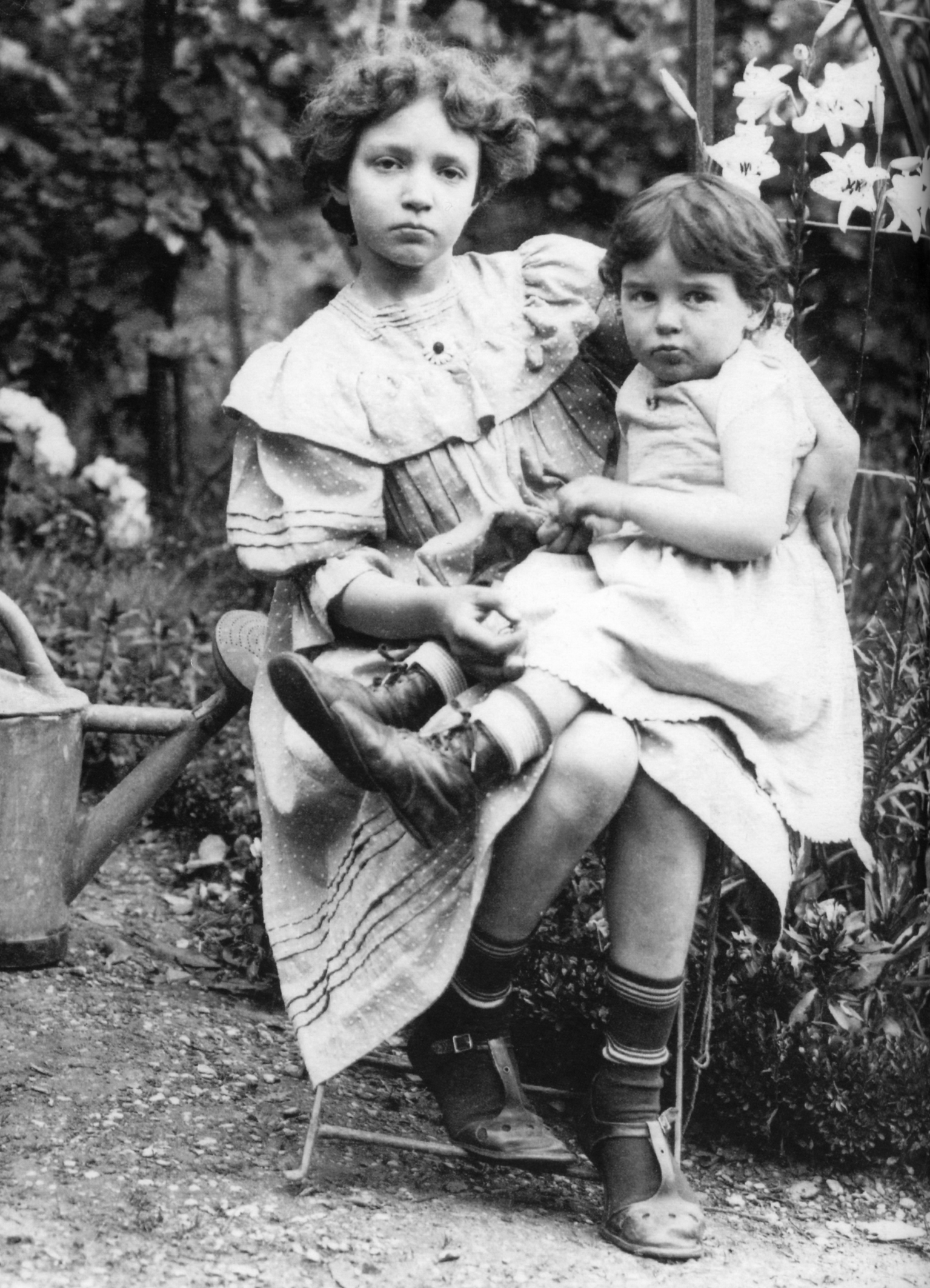
Irène tenant Ève Curie dans ses bras, en 1908.